# Gildschaft 4 (Quedlinburg)

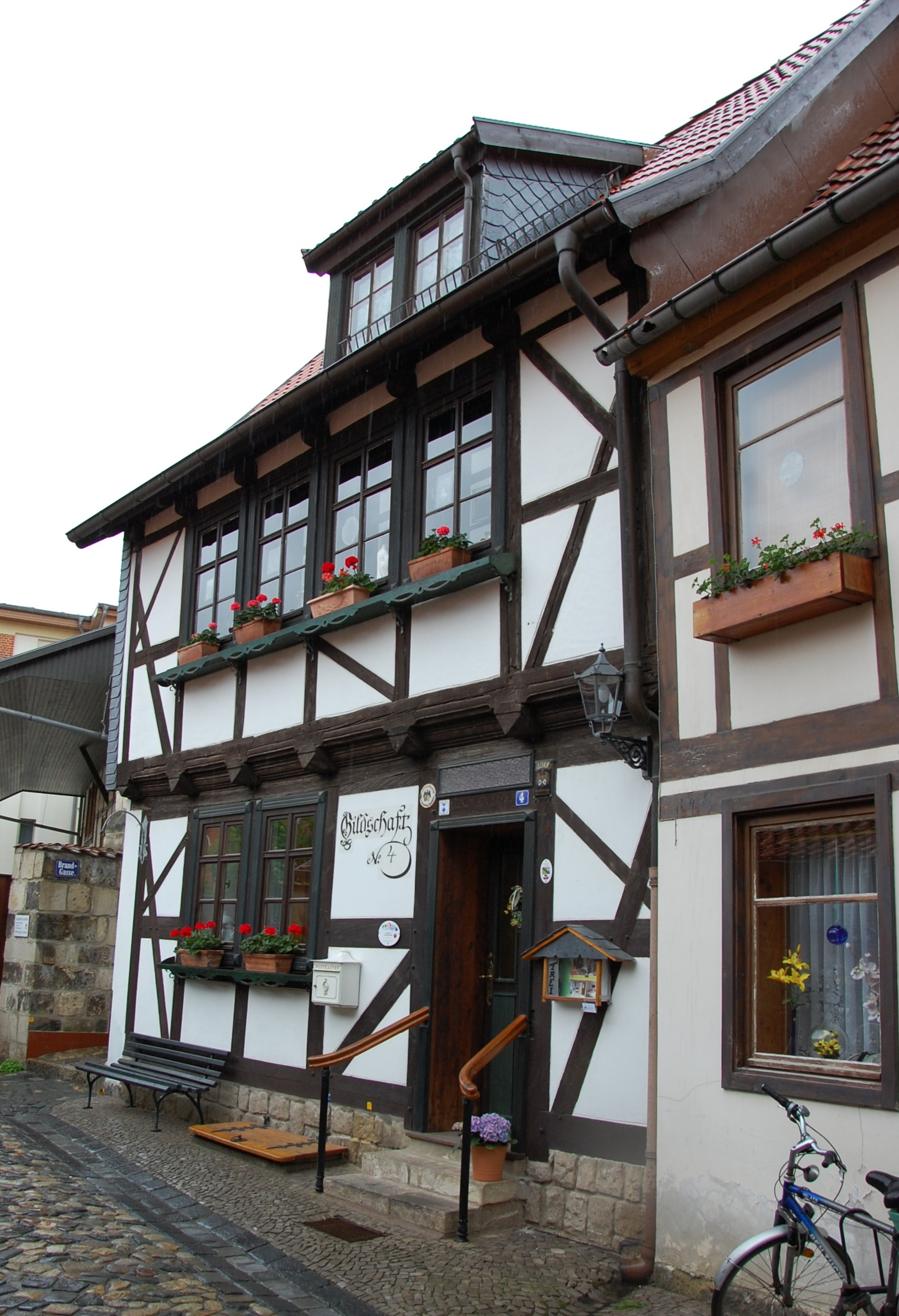
Haus Gildschaft 4

Das Haus Gildschaft 4 ist ein denkmalgeschütztes Gebäude in der Stadt Quedlinburg in Sachsen-Anhalt.

## Lage
Es liegt auf der Nordseite des Quedlinburger Schloßbergs im Stadtteil Westendorf und gehört zum UNESCO-Weltkulturerbe. Im Quedlinburger Denkmalverzeichnis ist es als Wohnhaus eingetragen. Östlich des Hauses mündet die Brandgasse auf die Straße Gildschaft.

## Architektur und Geschichte
Das zweigeschossige Fachwerkhaus entstand nach einer Inschrift im Jahr 1690. Die Stockschwelle ist mit Schiffskehlen verziert. In den Eckbereichen des Fachwerks findet sich die Fachwerkfigur des Halben Manns.